# 송이나
송이나(1985년 9월 12일 ~ )는 대한민국의 레이싱 모델이다.

## 경력

### 레이싱모델 경력
- 2017년 - 서울오토살롱 스피드라인 포즈모델
- 2016년 - 인천 코리아 튜닝 페스티벌 레이싱모델
- 2016년 - 오토모티브위크 차병원 포즈모델
- 2016년 - 서울오토살롱 레이싱모델
- 2016년 - 서울모터사이클쇼 킴코 포즈모델
- 2015년 - 서울오토살롱 스퍼트 모델
- 2015년 - 서울모터쇼 아주자동차대학교 포즈모델
- 2013년 - 서울오토살롱 리버브 모델
- 2013년 - 오토모티브위크 레이싱모델
- 2013년 - 서울모터쇼 레이싱모델
- 2012년 - 서울오토살롱 레이싱모델
- 2011년 - 서울모터쇼 쉐보레 모델
- 2011년 - 국제방송 음향조명 기기전 파나소닉 모델
- 2011년 - 서울오토살롱 서울오토서비스 니콘모델
- 2010년 - 서울오토살롱 서울오토서비스 니콘 모델
- 2010년 - 포뮬러원 코리아 그랑프리 문화대축제 모델
- 2009년 - W.A.C 카오디오페스티벌 레이싱모델
- 2009년 - 서울국제모터쇼 현대자동차관 모델
- 2008년 - CJ 슈퍼레이스 LED STUDIO 레이싱모델
- 2008년 - KSRC 4전 스쿠터레이스챔피언쉽 레이싱모델
- 2007년 - KGTC 개막전 kixx 레이싱모델
- 2007년 - KGTC 미쉐린 타이어 레이싱모델
- 2006년 - 한국 퍼포먼스 DDGT 챌린지 레이싱모델
- 2006년 - KGTC 7전 카파 레이싱모델

## 학력
- 명지전문대학

## 수상
- 2009년 - 베스트 레이싱모델 LED 스튜디오상